# Karyne Di Marco
Karyne Di Marco, född 14 mars 1978, är en australisk friidrottare. Hon deltog vid olympiska sommarspelen 2000.